# Oral Fixation Tour (album)
Oral Fixation Tour là album trực tiếp thứ tư của nữ ca sĩ người Colombia Shakira, phát hành ngày 12 tháng 11 năm 2007, bởi hãng đĩa Epic Records.

## Lý lịch
Trong tour diễn, Alejandro Sanz là một vị khách mời và anh cùng với Shakira đã biểu diễn lại hit năm 2005 La Tortura. Wyclef Jean cũng là một khách mời đến biểu diễn ca khúc Hips Don't Lie cùng Shakira.

## Danh sách bản nhạc
| Danh sách bản nhạc DVD / Blu-ray | Danh sách bản nhạc DVD / Blu-ray                    | Danh sách bản nhạc DVD / Blu-ray                     | Danh sách bản nhạc DVD / Blu-ray |
| STT                              | Nhan đề                                             | Sáng tác                                             | Thời lượng                       |
| -------------------------------- | --------------------------------------------------- | ---------------------------------------------------- | -------------------------------- |
| 1.                               | "Intro"                                             | Shakira                                              | 2:02                             |
| 2.                               | "Estoy Aquí"                                        | Shakira, Luis F. Ochoa                               | 4:25                             |
| 3.                               | "Te Dejo Madrid"                                    | Shakira, Tim Mitchell                                | 3:02                             |
| 4.                               | "Don't Bother"                                      | Shakira, Heather Reid, Leisha Hailey                 | 4:44                             |
| 5.                               | "Antologia"                                         | Shakira, Luis F. Ochoa                               | 4.52                             |
| 6.                               | "Hey You"                                           | Shakira, Tim Mitchell                                | 4:05                             |
| 7.                               | "Inevitable"                                        | Shakira, Ochoa                                       | 4:08                             |
| 8.                               | "Si Te Vas"                                         | Shakira, Ochoa                                       | 4:25                             |
| 9.                               | "La Tortura" (cùng Alejandro Sanz)                  | Shakira, Ochoa                                       | 4:49                             |
| 10.                              | "No"                                                | Shakira, Lester Mendez                               | 6:31                             |
| 11.                              | "Whenever, Wherever"                                | Shakira, Gloria Estefan, Tim Mitchell                | 9:49                             |
| 12.                              | "La Pared" (contains elements of Band Introduction) | Shakira, Mendez                                      | 4:35                             |
| 13.                              | "Underneath Your Clothes"                           | Shakira, Mendez                                      | 4:05                             |
| 14.                              | "Pies Descalzos, Sueños Blancos"                    | Shakira, Ochoa                                       | 3:05                             |
| 15.                              | "Ciega, Sordomuda"                                  | Estefano Salgado, Shakira                            | 7:24                             |
| 16.                              | "Ojos Así"                                          | Javier Garza, Pablo Florez, Shakira                  | 7:25                             |
| 17.                              | "Hips Don't Lie" (Feat. Wyclef Jean)                | Wyclef Jean, Shakira, Oscar Arfanno, LaTravia Parker | 7:11                             |
| 18.                              | "Credits" (chỉnh sửa từ "Hips Don't Lie")           |                                                      | 3:21                             |
| Tổng thời lượng:                 | Tổng thời lượng:                                    | Tổng thời lượng:                                     | 83:13                            |

| Bonus Videos     | Bonus Videos                       | Bonus Videos |
| STT              | Nhan đề                            | Thời lượng   |
| ---------------- | ---------------------------------- | ------------ |
| 19.              | "Obtener Un Sí" (Live)             | 3:34         |
| 20.              | "La Pared" (Live Video Clip)       | 3:49         |
| 21.              | "Las de la Intuición" (Video Clip) | 3:38         |
| Tổng thời lượng: | Tổng thời lượng:                   | 93:34        |

| Disc 2: CD tracklisting | Disc 2: CD tracklisting                             | Disc 2: CD tracklisting                              | Disc 2: CD tracklisting |
| STT                     | Nhan đề                                             | Sáng tác                                             | Thời lượng              |
| ----------------------- | --------------------------------------------------- | ---------------------------------------------------- | ----------------------- |
| 1.                      | "Intro"                                             | Shakira                                              | 2:02                    |
| 2.                      | "Estoy Aqui"                                        | Shakira, Luis F. Ochoa                               | 4:25                    |
| 3.                      | "Don't Bother"                                      | Shakira, Heather Reid, Leisha Hailey                 | 4:44                    |
| 4.                      | "Inevitable"                                        | Shakira, Ochoa                                       | 4:08                    |
| 5.                      | "La Pared" (contains elements of Band Introduction) | Shakira, Mendez                                      | 4:35                    |
| 6.                      | "Hips Don't Lie" (cùng với Wyclef Jean)             | Wyclef Jean, Shakira, Oscar Arfanno, LaTravia Parker | 7:11                    |
| Tổng thời lượng:        | Tổng thời lượng:                                    | Tổng thời lượng:                                     | 26:25                   |

Spanish/Latin American/Wal Mart exclusive fan pack edition tracklisting
| Disc 1: DVD / Blu-ray track listing | Disc 1: DVD / Blu-ray track listing                 | Disc 1: DVD / Blu-ray track listing                                               | Disc 1: DVD / Blu-ray track listing |
| STT                                 | Nhan đề                                             | Sáng tác                                                                          | Thời lượng                          |
| ----------------------------------- | --------------------------------------------------- | --------------------------------------------------------------------------------- | ----------------------------------- |
| 1.                                  | "Intro"                                             | Shakira                                                                           | 2:02                                |
| 2.                                  | "Estoy Aquí"                                        | Shakira, Luis F. Ochoa                                                            | 4:25                                |
| 3.                                  | "Te Dejo Madrid"                                    | Shakira, Tim Mitchell                                                             | 3:02                                |
| 4.                                  | "Don't Bother"                                      | Shakira, Lauren Christy, Scott Spock, Graham Edwards, Heather Reid, Leisha Hailey | 4:44                                |
| 5.                                  | "Antologia"                                         | Shakira, Luis F. Ochoa                                                            | 4.52                                |
| 6.                                  | "Hey You"                                           | Shakira, Tim Mitchell                                                             | 4:05                                |
| 7.                                  | "Inevitable"                                        | Shakira, Ochoa                                                                    | 4:08                                |
| 8.                                  | "Si Te Vas"                                         | Shakira, Ochoa                                                                    | 4:25                                |
| 9.                                  | "La Tortura" (cùng Alejandro Sanz)                  | Shakira, Ochoa                                                                    | 4:49                                |
| 10.                                 | "No"                                                | Shakira, Lester Mendez                                                            | 6:31                                |
| 11.                                 | "Whenever, Wherever"                                | Shakira, Gloria Estefan, Tim Mitchell                                             | 9:49                                |
| 12.                                 | "La Pared" (contains elements of Band Introduction) | Shakira, Mendez                                                                   | 4:35                                |
| 13.                                 | "Underneath Your Clothes"                           | Shakira, Mendez                                                                   | 4:05                                |
| 14.                                 | "Pies Descalzos, Sueños Blancos"                    | Shakira, Ochoa                                                                    | 3:05                                |
| 15.                                 | "Ciega, Sordomuda"                                  | Estefano Salgado, Shakira                                                         | 7:14                                |
| 16.                                 | "Ojos Así"                                          | Javier Garza, Pablo Florez, Shakira                                               | 7:35                                |
| 17.                                 | "Hips Don't Lie" (cùng với Wyclef Jean)             | Wyclef Jean, Shakira, Oscar Arfanno, LaTravia Parker                              | 7:11                                |
| 18.                                 | "Credits" (chỉnh sửa từ "Hips Don't Lie")           |                                                                                   | 3:21                                |
| Tổng thời lượng:                    | Tổng thời lượng:                                    | Tổng thời lượng:                                                                  | 83:13                               |

| Bonus Videos     | Bonus Videos                       | Bonus Videos |
| STT              | Nhan đề                            | Thời lượng   |
| ---------------- | ---------------------------------- | ------------ |
| 19.              | "Día de Enero" (Video Clip)        | 2:56         |
| 20.              | "Obtener Un Sí" (Live)             | 3:34         |
| 21.              | "La Pared" (Live Video Clip)       | 3:49         |
| 22.              | "Las de la Intuición" (Video Clip) | 3:38         |
| Tổng thời lượng: | Tổng thời lượng:                   | 95:09        |

| Disc 2: DVD 2    | Disc 2: DVD 2                  | Disc 2: DVD 2 |
| STT              | Nhan đề                        | Thời lượng    |
| ---------------- | ------------------------------ | ------------- |
| 1.               | "Around the World in 397 Days" | 11:23         |
| 2.               | "Pies Descalzos Foundation"    | 21:19         |
| Tổng thời lượng: | Tổng thời lượng:               | 32:42         |

| Disc 3: CD tracklisting | Disc 3: CD tracklisting                             | Disc 3: CD tracklisting                                                           | Disc 3: CD tracklisting |
| STT                     | Nhan đề                                             | Sáng tác                                                                          | Thời lượng              |
| ----------------------- | --------------------------------------------------- | --------------------------------------------------------------------------------- | ----------------------- |
| 1.                      | "Intro"                                             | Shakira                                                                           | 2:02                    |
| 2.                      | "Estoy Aquí"                                        | Shakira, Luis F. Ochoa                                                            | 4:25                    |
| 3.                      | "Don't Bother"                                      | Shakira, Lauren Christy, Scott Spock, Graham Edwards, Heather Reid, Leisha Hailey | 4:44                    |
| 4.                      | "Hey You" (bonus track)                             | Shakira, Tim Mitchell                                                             | 4:05                    |
| 5.                      | "Obtener Un Sí" (bonus track)                       | Shakira, Mendez                                                                   | 3:34                    |
| 6.                      | "Inevitable"                                        | Shakira, Ochoa                                                                    | 4:08                    |
| 7.                      | "La Pared" (contains elements of Band Introduction) | Shakira, Mendez                                                                   | 4:35                    |
| 8.                      | "Hips Don't Lie" (cùng với Wyclef Jean)             | Wyclef Jean, Shakira, Oscar Arfanno, LaTravia Parker                              | 7:11                    |
| Tổng thời lượng:        | Tổng thời lượng:                                    | Tổng thời lượng:                                                                  | 33:64                   |

## Xếp hạng
| Đánh giá chuyên môn | Đánh giá chuyên môn |
| Nguồn đánh giá      | Nguồn đánh giá      |
| Nguồn               | Đánh giá            |
| ------------------- | ------------------- |
| Allmusic            | [ 6 ]               |

Bản phát hành này đã được các nhà phê bình đón nhận rất tích cực. Nhiều nguồn khác nhau đã khen ngợi chủ nghĩa đa nhạc cụ của Shakira. Bản phát hành đã được xếp hạng cao ở Hoa Kỳ và Châu Âu, nhưng không được xếp hạng ở Australia.
| Các quốc gia  | Vị trí đỉnh cao | Chứng nhận | Bán hàng/lô hàng |
| ------------- | --------------- | ---------- | ---------------- |
| Hoa Kì        | 6               | Bạc        | 100.000+         |
| Brazil        | 1               | Bạc        | 30.000           |
| Colombia      | 1               | 2x Bạc     | 200.000          |
| Mexico        | 1               | Bạc        | 100.000          |
| Tây Ban Nha   | 1               | 2x Bạc     | 160.000          |
| Đức           | 1               |            |                  |
| Hà Lan        | 1               |            |                  |
| Áo            | 6               |            |                  |
| Pháp          | 9               |            |                  |
| Argentina     | 1               | Bạc        | 40,000           |
| Hy Lạp        | 4               |            |                  |
| Italy         | 3               |            |                  |
| Flanders (Bỉ) | 4               |            |                  |
| Wallonie (Bỉ) | 8               |            |                  |
| Bồ Đào Nha    | 3               | Vàng       |                  |